# 장민영 (모델)
장민영(1994년 11월 14일 ~ )은 대한민국의 모델이자 모델디렉터스 소속이다.

## 경력
- 2021.12 잡지 보그 코리아 모델
- 2021.12 잡지 하퍼스바자 모델
- 2021.08 잡지 보그 코리아 모델

## 뮤직비디오
- 2021 뮤직비디오 Lofibaby - Body Painting
- 2020 뮤직비디오 빅원 - Love Forever